# アルバロフォサウルス
アルバロフォサウルス（Albalophosaurus "白い稜のトカゲ"の意味）は鳥盤類角竜類の恐竜の属である。日本の石川県白山市付近に露出する桑島互層に属する桑島化石壁で小林美徳によって発見された化石に基づき、2009年に記載された。ホロタイプSBEI176は単一の個体に由来すると見られる間接していない頭骨と左側の下あごなど不完全な頭部の骨で構成される。タイプ種はA. yamaguchiorumと名づけられた。属名はラテン語のalbus"白"とギリシャ語のλόϕος (lophos) "稜"から派生し、雪に覆われた白山の白い頂上にちなんでいる。種小名はこの地での多数の化石の発見と準備に携わった山口一男と山口ミキ子に献名されたものである。示準化石を含む海成層を欠くため、アルバロフォサウルスの化石を発見した地層の正確な年代は未知であるが、桑島互層は白亜紀初期に生成されたものと知られており、上下の地層から年代を判断してベリアシアンより後でバレミアンより前とされる。正確な年代は未だ未知であるが、より最近の研究では桑島互層はバランギニアン - オーテリビアンであるようだ。

## 形態
推定全長約1.3m。
上顎骨の外面が平たく、上顎骨上部の傾きがない。下顎の歯骨の外面に張り出しがあり、歯列が内側に埋まっている。
歯は三角形状で歯冠に大きな稜があり、切縁に小鈍鋸歯がみられる。上顎歯の歯冠面表面に10から12本の条線が上下に伸びている。

## 系統学
アルバロフォサウルスは属の記載時に行われた系統分析によって基盤的な角竜類に分類されているが、ホロタイプには唯一このクレードの曖昧な共有派生形質が存在するが角竜類を定義する明確な共有派生形質はいずれも存在しない。他の特徴、たとえばアルバロフォサウルスの歯の形態はむしろこの属が鳥脚類と関連があること示唆するように見える。このため原記載を行った著者はこの属が角脚類のincertae sedisで角竜類ではないと考えている。Han et al., 2012によればミクロパキケファロサウルス、 インロング、ステノペリクスおよびカオヤングサウルスよりは派生的な角竜類であるが、プシッタコサウルスとより派生的な角竜類からなるクレードの基底をなすようだ。一方、Fonseca et al. (2024)ではアルバロフォサウルスはむしろ基盤的な堅頭竜類なのではないかという可能性も指摘された。

## 参照
1. 1 2  Ohashi, T.; and Barrett, P. M. (2009). “A new ornithischian dinosaur from the Lower Cretaceous Kuwajima Formation of Japan”. Journal of Vertebrate Paleontology 29 (3):  748–757. doi:10.1671/039.029.0306.
2. ↑  Matsumoto, T.; Obata, I.;  Tashiro, M.; Ohta, Y.; Tamura, M.; Matsukawa, M.; and Tanaka, H. (1982). “Correlation of marine and non-marine formations in the Cretaceous of Japan”. Fossils 31:  1–26.
3. ↑  Sato, T.; Hachiya, K.; and Mizuno, Y. (2003). “Latest Jurassic-Early Cretaceous ammonites from the Tetori Group in Shokawa, Gifu Prefecture”. Bulletin of the Mizunami Fossil Museum 30:  151–167.
4. ↑  Isaji, S. (1993). “Nippononaia ryosekiana (Bivalvia, Mollusca) from the Tetori Group in central Japan”. Bulletin of the National Science Museum, Series C (Geology and Paleontology) 19:  65–71.
5. ↑  Fujita, M. (2003). “Geological age and correlation of the vertebrate-bearing horizons in the Tetori Group”. Memoir of the Fukui Prefectural Dinosaur Museum 2:  3–14.
6. 1 2 3   “新種化石06「桑島化石壁産出の恐竜化石に学名がつきました」｜白山市公式ホームページ”. 白山市公式ホームページ. 2023年3月22日閲覧。
7. ↑  https://www.pref.ishikawa.lg.jp/hakusan/publish/hakusan/documents/39-1h_1.pdf
8. ↑  “石川県の発見化石は新種恐竜／国内４例目で最古級”. 四国新聞社. 2023年3月22日閲覧。
9. ↑  Han, Feng-Lu; Paul M. Barrett, Richard J. Butler, and Xing Xu (2012). “Postcranial anatomy of Jeholosaurus shangyuanensis (Dinosauria, Ornithischia) from the Lower Cretaceous Yixian Formation of China.”. Journal of Vertebrate Paleontology 32 (6):  1370–1395. doi:10.1080/02724634.2012.694385.
10. ↑  Fonseca, André O.; Reid, Iain J.; Venner, Alexander; Duncan, Ruairidh J.; Garcia, Mauricio S.; Müller, Rodrigo T. (2024-12-01). “A comprehensive phylogenetic analysis on early ornithischian evolution”. Journal of Systematic Palaeontology 22:  2346577. doi:10.1080/14772019.2024.2346577.